# Bukowa Wielka

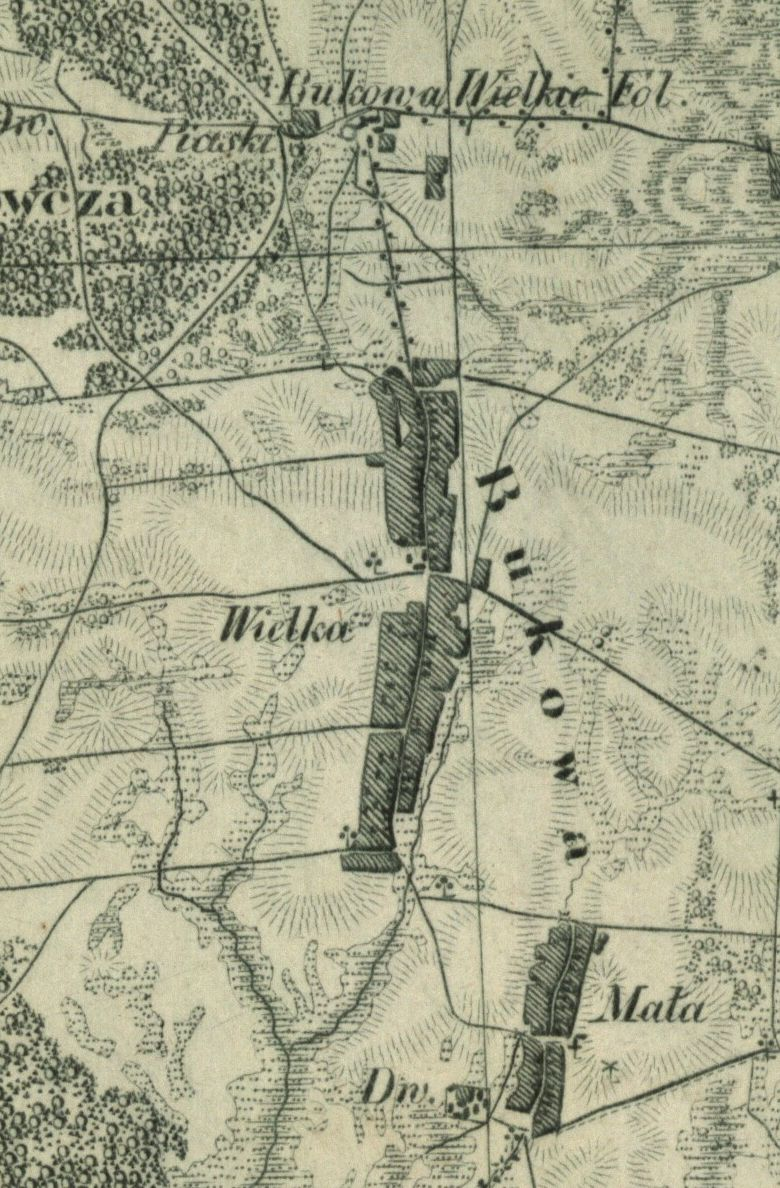
Bukowa Wielka i Mała na Mapie Topograficznej Królestwa Polskiego z 1839 r.

Bukowa Wielka – wieś w Polsce, położona w województwie lubelskim, w powiecie chełmskim, w gminie Sawin.
W latach 1867–1954 istniała gmina Bukowa. W latach 1954–1968 wieś należała i była siedzibą władz gromady Bukowa Wielka, po jej zniesieniu w gromadzie Sawin. W latach 1975–1998 miejscowość administracyjnie należała do województwa chełmskiego.
Administracyjnie wieś jest sołectwem. Według Narodowego Spisu Powszechnego (III 2011 r.) liczyła 441 mieszkańców i była drugą co do wielkości miejscowością gminy.
Wieś jest siedzibą rzymskokatolickiej parafii Matki Bożej Wspomożenia Wiernych lub do parafii Przemienienia Pańskiego w Sawinie.

## Położenie i topografia
Wieś położona jest niedaleko polsko-ukraińskiej granicy w gminie Sawin, nazwa jej pochodzi od nazwy drzewa (buku), które niegdyś licznie występowały na terenie Bukowy Wielkiej. O historii wsi świadczą również nazwy jej części, a także nazwy jej pól, łąk i innych obiektów fizjograficznych. 

## Części wsi
| SIMC    | Nazwa        | Rodzaj    |
| ------- | ------------ | --------- |
| 0106632 | Arendowizna  | część wsi |
| 0106649 | Białorzeka   | część wsi |
| 0106655 | Biedaków     | część wsi |
| 0106661 | Kalne        | część wsi |
| 0106678 | Kącik        | część wsi |
| 0106684 | Koło Szosy   | część wsi |
| 0106690 | Piradnia     | część wsi |
| 0106709 | Podłukowskie | część wsi |
| 0106715 | Przymiarki   | część wsi |
| 0106721 | Przytuły     | część wsi |
| 0106738 | Siedliska    | część wsi |

## Historia
O najdawniejszej historii wsi świadczą liczne znaleziska narzędzi kamiennych sprzed 10 000 lat - potwierdza to, że były tu koczowiska ludzkie. O prehistorii świadczy również cmentarzysko szkieletowe znalezione w czasie budowy drogi w 1958 r. Znajdowano również monety rzymskie, a także bryłę bursztynu. W 1825 r. jest wzmianka o hucie szkła w Bukowie Wielkiej (wymienia się ją w słowniku geograficznym). 
Stanisław Heibiński w swoich wypisach archiwalnych podaje, że w 1845 r. był w Bukowie drewniany dwór wraz z zabudowaniami, a przy nim sad, w którym było 139 jabłoni, 135 grusz i był to jedyny na terenie gminy sad, w którym rosły trzy orzechy włoskie - własność - Laura Rusiecka Kirstein. W 2. połowie XIX wieku na terenie dawnego majątku powstał szereg kolonii, na których osiedlali się Polacy, Ukraińcy, Niemcy, a nawet Żydzi, to wtedy Bukowę podzielili na część A i B; przy czym później dzieliła się na część I i II. Na jednym z planów geodezyjnych pochodzących z 1878 r. jest zaznaczony cmentarz o powierzchni 120 prętów kwadratowych (nie można go zlokalizować). Podobno też w czasie budowy miejskiej świetlicy wykopano szczątki ludzkie, jednak w obawie, aby nikt nie zamknął budowy, faktu tego nie zgłoszono. W pobliżu Piask, ale na gruntach jeszcze Bukowy, jest cmentarz kolonistów niemieckich, na którym chowano miejscowych osadników, prawdopodobnie nie tylko z Bukowy, ale i z innych okolicznych miejscowości.
Bukowa dała nazwę gminie i była jej siedzibą w XIX wieku. W okresie międzywojennym był to na pewno Sawin. Urzędowanie gminy Bukowa związane było z reformą administracji z roku 1866. Bukowa Wielka posiada szkołę podstawową która na różnycm poziomie organizacyjnym funkcjonuje od 1914 roku. Być może w tym samym roku wybudowany został drewniany budynek szkolny, w którym do 1999 r. uczyły się dzieci (choć część uczyła się na plebanii przy kaplicy). Otwarcie nowej szkoły miało miejsce w listopadzie 1999 r. Wieś ta ma jedną z najstarszych w regionie jednostek ochotniczych straży pożarnych, powstałą w 1917 roku. W 1921 wieś zamieszkiwało 690 mieszkańców, w tym 679 Polaków i 11 Ukraińców (Rusinów). W czasie okupacji Bukowa była terenem, gdzie w marcu 1944 r. według relacji mieszkańców spadła rakieta V-1. Podobno też Bukowa Wielka była jednym z punktów, gdzie w 1944 r. organizowano tajny kurs Zielonego Krzyża. W latach 1967–1973 zbudowano wiejski wodociąg. Wśród obiektów wartych zobaczenia wymienić można wpisaną do rejestru chałupę z 1927 r. należącą do Łopągów, a także drewnianą kapliczkę i kościół, który od 2007 r. jest już kościołem parafii Matki Bożej Wspomożenia Wiernych w Bukowej Wielkiej. Budowę kaplicy rozpoczęto w lipcu 1982 r. Pierwszą Mszę Świętą odprawiono 11 grudnia 1984 r., ale wyświęcenia dokonał ksiądz biskup Jan Śrutwa dopiero 24 grudnia 1995 r. Kościół ten jest pod wezwaniem Matki Bożej Wspomożenia Wiernych, odpust odbywa się w dniu 24 maja.